# 斯特羅貝里 (亞利桑那州)
斯特羅貝里（英語：Strawberry）是位於美國亞利桑那州希拉縣的一個人口普查指定地區。根據2010年美國人口普查，該地人口為961人，而該地的面積約為24.52平方千米。

## 地理
斯特羅貝里的座標為34°24′28″N 111°29′37″W / 34.40778°N 111.49361°W，而該地最高點為海拔高度1768米（即5800英尺）。